# Brechungsindex

Von einem Punkt ausgehende Wellenfronten. Im unteren Medium breiten sich die Wellenfronten langsamer aus. Das ändert den Normalenvektor der Wellenfront, was einer Brechung eines Lichtstrahls entspricht.

Der Brechungsindex, auch Brechzahl oder optische Dichte, seltener refraktiver Index, früher auch Brechungszahl genannt, ist eine optische Materialeigenschaft. Er ist das Verhältnis der Wellenlänge des Lichts im Vakuum zur Wellenlänge im Material, und damit auch der Phasengeschwindigkeit des Lichts im Vakuum zu der im Material. Der Brechungsindex ist eine Größe der Dimension Zahl, und er ist im Allgemeinen von der Frequenz des Lichts abhängig, was Dispersion genannt wird.
An der Grenzfläche zweier Medien unterschiedlicher Brechungsindizes wird Licht gebrochen und reflektiert. Dabei nennt man das Medium mit dem höheren Brechungsindex das optisch dichtere.
Beachte, dass mit „optische Dichte“ zuweilen auch ein Maß für die Extinktion bezeichnet wird.

## Physikalische Grundlagen

Einfluss des komplexen Brechungsindex eines Materials auf das Reflexionsverhalten eines Lichtstrahls beim Auftreffen auf die Grenzfläche Luft/Material

Verlauf des wellenlängenabhängigen komplexen Brechungsindex im visuellen Bereich für Halbleiter mit Bandübergängen in diesem Bereich

Die Bezeichnung „Brechungsindex“ kommt vom Begriff Brechung und seinem Auftreten im Snelliusschen Brechungsgesetz. Der Brechungsindex {\displaystyle n} ist eine Größe der Dimension Zahl. Er gibt das Verhältnis der Vakuumlichtgeschwindigkeit {\displaystyle c_{0}} zur Ausbreitungsgeschwindigkeit {\displaystyle c_{\mathrm {M} }} des Lichts im Medium an:
{\displaystyle n={\frac {c_{0}}{c_{\mathrm {M} }}}}

### Komplexer Brechungsindex
Beschreibt man die zeitliche und räumliche Ausbreitung einer elektromagnetischen Welle der Kreisfrequenz {\displaystyle \omega } mit Hilfe der Wellengleichung
{\displaystyle E(t,x)=E\;\mathrm {e} ^{-\mathrm {i} {\big (}\omega t-{\frac {\omega }{c}}x{\boldsymbol {n}}{\big )}}},
so stellt man fest, dass man sowohl den klassischen Brechungsindex als auch die Dämpfung der Welle in einem komplexwertigen Brechungsindex {\displaystyle {\boldsymbol {n}}=n_{\mathrm {r} }+\mathrm {i} \,n_{\mathrm {i} }} vereinen und mittels einer Gleichung sowohl das zeitliche als auch das räumliche Fortschreiten der Welle und deren Absorption beschreiben kann. Der reellwertige Anteil {\displaystyle n_{\mathrm {r} }}, der meist größer als 1 ist, verkürzt die Wellenlänge im Medium, {\displaystyle E(x)=\mathrm {e} ^{-\mathrm {i} {\big (}-{\frac {\omega }{c}}x\,n_{\mathrm {r} }{\big )}}=\mathrm {e} ^{\,\mathrm {i} {\frac {\omega }{c}}x\,n_{\mathrm {r} }}}, der komplexwertige Anteil {\displaystyle n_{\mathrm {i} }} dämpft die Welle {\displaystyle E(x)=\mathrm {e} ^{-\mathrm {i} {\big (}-{\frac {\omega }{c}}x\,\mathrm {i} n_{\mathrm {i} }{\big )}}=\mathrm {e} ^{-{\frac {\omega }{c}}x\,n_{\mathrm {i} }}}.
Hierbei sind unterschiedliche, gleichwertige Darstellungen für den komplexwertigen Brechungsindex üblich:
- als Summe von Realteil und dem mit der imaginären Einheit {\displaystyle \mathrm {i} } multiplizierten Imaginärteil einer komplexen Zahl:[1][2]
{\displaystyle {\boldsymbol {n}}=n_{\mathrm {r} }+\mathrm {i} \,n_{\mathrm {i} }} oder
{\displaystyle {\boldsymbol {n}}=n'+\mathrm {i} \,n''} oder
{\displaystyle {\boldsymbol {n}}=n+\mathrm {i} \,K}
- als Differenz von Realteil und dem mit {\displaystyle \mathrm {i} } multiplizierten Imaginärteil einer komplexen Zahl:[3][4][5]
{\displaystyle {\boldsymbol {n}}=n_{\mathrm {r} }-\mathrm {i} \,k} oder
{\displaystyle {\boldsymbol {n}}=n'-\mathrm {i} \,n''}
- als Produkt aus dem reellen Brechungsindex {\displaystyle n} und einer komplexen Zahl:[5]
{\displaystyle {\boldsymbol {n}}=n\left(1-\mathrm {i} \,\kappa \right)}

Das in einigen Darstellungen enthaltene Minuszeichen vor dem Imaginärteil wird gewählt, damit der Imaginärteil ({\displaystyle n_{\mathrm {i} }}, {\displaystyle n''} oder {\displaystyle K} bzw. {\displaystyle k}) bei absorbierendem Material ein positives Vorzeichen bekommt. Dieser Imaginärteil wird Extinktionskoeffizient oder Absorptionsindex genannt. Davon abweichend bezeichnen Autoren, die die Darstellung als Produkt verwenden, die Größe {\displaystyle \kappa }, also den Imaginärteil geteilt durch {\displaystyle n}, als Absorptionsindex.
Sowohl der Realteil als auch der Imaginärteil des Brechungsindex sind, wenn sie ungleich 1 sind, von der Frequenz und damit von der Wellenlänge abhängig. Dieser als Dispersion bezeichnete Effekt ist unvermeidlich und ermöglicht die Zerlegung von weißem Licht in seine Spektralfarben an einem Prisma. Die Frequenzabhängigkeit des Brechungsindex in Materie kann recht gut über das Modell des Lorentz-Oszillators beschrieben werden.
Da die Reaktion eines optischen Mediums auf eine elektromagnetische Welle kausal sein muss, ist der komplexwertige Brechungsindex eine meromorphe Funktion, Real- und Imaginärteil sind über die Kramers-Kronig-Beziehungen verkoppelt.

#### Anisotroper Brechungsindex
In anisotropen Medien ist der Brechungsindex kein Skalar, sondern ein Tensor zweiter Stufe.
Wellenvektor und Ausbreitungsrichtung stimmen dann nicht mehr überein.

#### Doppelbrechung
Ist der Brechungsindex von der Polarisation (und damit zwangsweise auch von der Richtung) abhängig, spricht man von Doppelbrechung.

#### Verknüpfung mit Permittivität und Permeabilität
Der komplexe Brechungsindex ist mit der Permittivitätszahl (dielektrische Funktion) {\displaystyle \varepsilon _{\mathrm {r} }} und der Permeabilitätszahl {\displaystyle \mu _{\mathrm {r} }} verknüpft:
{\displaystyle {\boldsymbol {n}}={\sqrt {\varepsilon _{\mathrm {r} }\cdot \mu _{\mathrm {r} }}}}
Dabei sind alle Größen im Allgemeinen komplex und frequenzabhängig. Permittivitäts- und Permeabilitätszahl sind Näherungen, die sich je nach System besser oder schlechter zur Beschreibung des Polarisierungs- und des Magnetisierungs-Effekts eignen.
Die Wellenlängenabhängigkeit des Brechungsindexes eines Materials lässt sich über die elektrische Suszeptibilität theoretisch ermitteln. Diese Größe erfasst die Beiträge der verschiedenen Mechanismen im Material zu seinen Eigenschaften und mündet in der komplexen Permittivität. Im Fall von nichtmagnetischem Material ist {\displaystyle \mu _{\mathrm {r} }\approx 1}, und der komplexe Brechungsindex kann direkt aus Real- ({\displaystyle \varepsilon _{1}}) und Imaginärteil ({\displaystyle \varepsilon _{2}}) der Permittivitätszahl angegeben werden:
{\displaystyle {\boldsymbol {n}}\approx {\sqrt {\varepsilon _{\mathrm {r} }}}={\sqrt {\varepsilon _{1}+\mathrm {i} \varepsilon _{2}}}}
Durch Vergleich mit dem komplexen Brechungsindex in den beiden o. g. Darstellungen 1 und 2 (Summe bzw. Differenz) kann man die Größen {\displaystyle n} und {\displaystyle k} berechnen:
{\displaystyle n^{2}={\frac {1}{2}}\left({\sqrt {{\varepsilon _{1}}^{2}+{\varepsilon _{2}}^{2}}}+\varepsilon _{1}\right)}
{\displaystyle k^{2}={\frac {1}{2}}\left({\sqrt {{\varepsilon _{1}}^{2}+{\varepsilon _{2}}^{2}}}-\varepsilon _{1}\right)}

#### Brechungsindex für Röntgenstrahlung
Das Lorentz-Oszillator-Modell beschreibt ein an den Atomrumpf gebundenes Elektron, welches durch ein elektrisches Feld zu harmonischen Schwingungen angeregt wird. Das Modell wird verwendet, um die frequenzabhängige elektrische Polarisation eines Festkörpers und damit seine Permittivität {\displaystyle \varepsilon _{\mathrm {r} }(\omega )} mathematisch zu beschreiben. Mit der Elektronendichte {\displaystyle N},  der Elementarladung {\displaystyle q={\text{1,602}}\cdot 10^{-19}{\text{ C}}}, der elektrischen Feldkonstante {\displaystyle \varepsilon _{0}={\text{8,854}}\cdot 10^{-12}{\text{ Fm}}^{-1}} und der Elektronenmasse {\displaystyle m={\text{9,109}}\cdot 10^{-31}{\text{ kg}}} lautet die komplexe Permittivität {\displaystyle \varepsilon _{\mathrm {r} }(\omega )} nach dem Lorentz-Oszillator-Modell:
{\displaystyle \varepsilon _{\mathrm {r} }(\omega )=1+{\frac {Nq^{2}}{\varepsilon _{0}m}}\cdot {\frac {1}{\omega _{1}^{2}-\omega ^{2}-\mathrm {i} \gamma \omega }}}
Dabei ist {\displaystyle \omega _{1}^{2}=\omega _{0}^{2}-Nq^{2}/\varepsilon _{0}m} die verschobene Resonanzfrequenz {\displaystyle \omega _{0}} als Eigenfrequenz des Oszillators (Übergangsfrequenz in Absorptionsspektrum). Diese Verschiebung kommt von der Abweichung des lokalen elektrischen Feldes {\displaystyle {\vec {E}}_{\text{lokal}}} vom makroskopischen elektrischen Feld {\displaystyle {\vec {E}}}. Die Abstrahlung des Dipols dämpft den Oszillator und wird mit der Dämpfungskonstante {\displaystyle \gamma } berücksichtigt.
Die Frequenz {\displaystyle \omega } der Röntgenstrahlung ist viel höher als alle Resonanzfrequenzen: {\displaystyle \omega \gg \omega _{1}}. Das rechtfertigt die Hochfrequenzentwicklung der Permittivitätszahl {\displaystyle \varepsilon _{\mathrm {r} }}:
{\displaystyle \varepsilon _{\mathrm {r} }=1+{\frac {Nq^{2}}{\varepsilon _{0}m}}\cdot {\frac {1}{\omega _{1}^{2}-\omega ^{2}-\mathrm {i} \gamma \omega }}\underbrace {\longrightarrow } _{\omega \gg \omega _{1}}1-{\frac {Nq^{2}}{\varepsilon _{0}m}}\cdot {\frac {1}{\omega ^{2}+\mathrm {i} \gamma \omega }}=1-{\frac {Nq^{2}}{\varepsilon _{0}m}}\cdot \left({\frac {\omega ^{2}-\mathrm {i} \gamma \omega }{\omega ^{4}+\gamma ^{2}\omega ^{2}}}\right)\approx 1-{\frac {Nq^{2}}{\varepsilon _{0}m}}\cdot {\frac {1}{\omega ^{2}}}+\mathrm {i} {\frac {Nq^{2}}{\varepsilon _{0}m}}\cdot {\frac {\gamma }{\omega ^{3}}}}
Der komplexe Brechungsindex {\displaystyle {\boldsymbol {n}}} als Quadratwurzel von {\displaystyle \varepsilon _{r}} für nicht-ferromagnetische Materialien ({\displaystyle \mu _{r}\approx 1}) lautet dann:
{\displaystyle {\boldsymbol {n}}={\sqrt {\mu _{\mathrm {r} }\cdot \varepsilon _{\mathrm {r} }}}\approx {\sqrt {\varepsilon _{\mathrm {r} }}}\approx {\sqrt {1-{\frac {Nq^{2}}{\varepsilon _{0}m}}\cdot {\frac {1}{\omega ^{2}}}+\mathrm {i} {\frac {Nq^{2}}{\varepsilon _{0}m}}\cdot {\frac {\gamma }{\omega ^{3}}}}}\approx 1-{\frac {Nq^{2}}{2\varepsilon _{0}m}}\cdot {\frac {1}{\omega ^{2}}}+\mathrm {i} {\frac {Nq^{2}}{2\varepsilon _{0}m}}\cdot {\frac {\gamma }{\omega ^{3}}}=n+\mathrm {i} K,}
gemäß der Notation von oben.
Die Röntgenstrahlung streut an jedem Elektron im Material. Pro Atom zeigt die Kernladungszahl {\displaystyle Z} auch die Anzahl der Elektronen an. Das Atomgewicht {\displaystyle M_{m}\cdot u} ist das Produkt aus Molmasse {\displaystyle M_{m}} und der atomaren Masseneinheit {\displaystyle u={\text{1,661}}\cdot 10^{-27}{\text{ kg}}}. Die Atomdichte erhält man aus dem Verhältnis der Materialdichte {\displaystyle \varrho } und dem Atomgewicht {\displaystyle M_{m}\cdot u}. Für die Elektronendichte gilt somit:
{\displaystyle N={\frac {\varrho }{M_{m}\cdot u}}\cdot Z={\frac {N_{A}\cdot \varrho }{M_{m}}}\cdot Z,}
denn {\displaystyle {\text{1 kg}}={\text{6,022}}\cdot 10^{26}\cdot u=N_{A}\cdot u} mit der Avogadrozahl {\displaystyle N_{A}}. Somit hängt der Brechungsindex {\displaystyle n} für Röntgenstrahlung über
| {\displaystyle n=1-{\frac {Nq^{2}}{2\varepsilon _{0}m}}\cdot {\frac {1}{\omega ^{2}}}<1\qquad {\text{oder}}\qquad n=1-{\frac {N_{A}q^{2}}{8\pi ^{2}\varepsilon _{0}mc^{2}}}\cdot {\frac {Z}{M_{m}}}\cdot \varrho \cdot \lambda ^{2}<1} |  | (1) |
| {\displaystyle n=1-{\frac {Nq^{2}}{2\varepsilon _{0}m}}\cdot {\frac {1}{\omega ^{2}}}<1\qquad {\text{oder}}\qquad n=1-{\frac {N_{A}q^{2}}{8\pi ^{2}\varepsilon _{0}mc^{2}}}\cdot {\frac {Z}{M_{m}}}\cdot \varrho \cdot \lambda ^{2}<1} |  | (1) |
vom Material ab. Er ist geringer als derjenige von Vakuum.  Mit der Avogadrozahl {\displaystyle N_{A}={\text{6,022}}\cdot 10^{26}{\text{ kmol}}^{-1}}, der elektrischen Feldkonstante {\displaystyle \varepsilon _{0}={\text{8,854}}\cdot 10^{-12}{\text{ Fm}}^{-1}}, der Elektronenmasse {\displaystyle m={\text{9,109}}\cdot 10^{-31}{\text{ kg}}}, der Elementarladung {\displaystyle q={\text{1,602}}\cdot 10^{-19}{\text{ C}}} und der Lichtgeschwindigkeit {\displaystyle c={\text{2,998}}\cdot 10^{8}{\text{ ms}}^{-1}} schreibt man Gleichung (1) um in:
| {\displaystyle 1-n={\frac {N_{A}q^{2}}{8\pi ^{2}\varepsilon _{0}mc^{2}}}\cdot {\frac {Z}{M_{m}}}\cdot \varrho \cdot \lambda ^{2}={\text{2,70}}\cdot 10^{11}\cdot {\frac {Z}{M_{m}}}\cdot \varrho \cdot \lambda ^{2}\,{\frac {\text{m}}{\text{kmol}}}} |  | (2) |
| {\displaystyle 1-n={\frac {N_{A}q^{2}}{8\pi ^{2}\varepsilon _{0}mc^{2}}}\cdot {\frac {Z}{M_{m}}}\cdot \varrho \cdot \lambda ^{2}={\text{2,70}}\cdot 10^{11}\cdot {\frac {Z}{M_{m}}}\cdot \varrho \cdot \lambda ^{2}\,{\frac {\text{m}}{\text{kmol}}}} |  | (2) |
Erzeugt man die Röntgenstrahlung mit Molybdän als Targetmaterial bei einer Beschleunigungsspannung von 50 kV, dann entsteht unter anderem  die starke {\displaystyle {\text{Mo-K}}_{\alpha }} Linie der charakteristischen Röntgenstrahlung mit der Energie von 17,448 keV und einer Wellenlänge von {\displaystyle \lambda ={\text{0,7107}}\,\mathrm {\AA} }.
Für Silizium mit seiner Molmasse {\displaystyle M_{m}=28{\text{ kg/kmol}}}, seiner Kernladungszahl {\displaystyle Z=14} und seiner Dichte {\displaystyle \varrho =2{,}336{\text{ kg/m}}^{3}} wird {\displaystyle (1-n_{\text{Si}})} durch Einsetzen in Gleichung (2) zu:
{\displaystyle 1-n_{\text{Si}}={\text{2,70}}\cdot 10^{11}\cdot {\frac {14}{28}}\cdot 2{,}336\cdot {\text{0,7107}}^{2}\cdot 10^{-20}={\text{1,593}}\cdot 10^{-6}}
Bei Streuexperimenten an Luft braucht man auch den Brechungsindex von Röntgenstrahlung an Luft mit der Molmasse {\displaystyle M_{m}=28{,}949{\text{ kg/kmol}}}. Da Luft im Wesentlichen aus Stickstoff, Sauerstoff und Argon besteht, ist der Quotient aus Kernladungszahl {\displaystyle Z} und Molmasse {\displaystyle M_{m}} gleich {\displaystyle Z/M_{m}={\text{0,5}}}. Mit der Luftdichte unter Normalbedingungen von {\displaystyle \varrho ={\text{1,293 kg/m}}^{3}} wird {\displaystyle (1-n_{\text{Luft}})} durch Einsetzen in Gleichung (2) zu:
{\displaystyle 1-n_{\text{Luft}}={\text{2,70}}\cdot 10^{11}\cdot {\frac {1}{2}}\cdot {\text{1,293}}\cdot {\text{0,7107}}^{2}\cdot 10^{-20}={\text{8,82}}\cdot 10^{-10}}
Für Röntgenstreuung erhält man somit das überraschende Resultat, dass
{\displaystyle n_{\text{Luft}}>n_{\text{Si}}.}
Luft ist somit im Vergleich zu Materie das optisch dichtere Medium für Röntgenstrahlung. Es kann Totalreflexion an der Grenze von Luft zu Silizium auftreten. Dafür muss allerdings der Einfallswinkel gegen die Oberfläche geringer sein als der kritische Winkel {\displaystyle \alpha _{\text{krit}}<{\sqrt {2\cdot (1-n_{\text{Si}})}}}, wie der Wikipedia-Seite Totalreflexion entnommen werden kann. Bei Silizium und der {\displaystyle {\text{Mo-K}}_{\alpha }} Linie beträgt der kritische Winkel {\displaystyle \alpha _{\text{krit}}={\text{1,785 mrad}}={\text{0,102°}}}. Der kritische Winkel ist proportional zur Wellenlänge: {\displaystyle \alpha _{\text{krit}}\sim \lambda }.
Dass die Brechungsindizes von Materialien unter Röntgenstreuung niedriger sind als diejenigen von Luft oder Vakuum, bildet die Grundlage für die Diffraktometrie unter streifendem Einfall.
Der Absorptionskoeffizient {\displaystyle \kappa } beträgt dann mit {\displaystyle N=N_{A}\cdot \varrho \cdot Z/M_{m}}
{\displaystyle \kappa ={\frac {Nq^{2}}{2\varepsilon _{0}m}}\cdot {\frac {\gamma }{\omega ^{3}}}={\frac {N_{A}q^{2}}{16\pi ^{3}\varepsilon _{0}mc^{3}}}\cdot \gamma \cdot {\frac {Z}{M_{m}}}\cdot \varrho \cdot \lambda ^{3}\sim \lambda ^{3}}
und ist proportional zum Kubus der Wellenlänge.

### Gruppenbrechungsindex
Das Verhältnis der Vakuumlichtgeschwindigkeit {\displaystyle c_{0}} zur Gruppengeschwindigkeit {\displaystyle c_{\mathrm {g} }} des Lichts im Medium ist der Gruppenbrechungsindex {\displaystyle n_{\mathrm {g} }}. Über die Gruppengeschwindigkeit ist diese Materialeigenschaft von der Wellenlänge {\displaystyle \lambda } des Lichts abhängig:
{\displaystyle n_{\mathrm {g} }(\lambda )={\frac {c_{0}}{c_{\mathrm {g} }(\lambda )}}}
Im Vakuum hat die Gruppengeschwindigkeit den gleichen Wert wie die Phasengeschwindigkeit, zudem ist dieser Wert unabhängig von der Wellenlänge des Lichts. Im Medium ist das nicht notwendigerweise der Fall; besonders bei Wellenlängen, für die das Material große Dispersion zeigt, ergeben sich Unterschiede.

## Andere Definitionen

Brechung von Medium 1 in ein Medium 2 mit höherem Brechungsindex: Der untere graue Strahl zeigt das Verhalten eines Metamaterials mit gegenüber Medium 1 umgedrehten Vorzeichen.

Die Definition des Brechungsindex erfolgte oben über die Geschwindigkeit, mit der sich Licht im Material ausbreitet. Dieses Vorgehen ist naheliegend, aber nicht in allen Fällen anwendbar. Beispielsweise können Metamaterialien dem geometrischen Strahlengang nach einen negativen Brechungsindex (s. u.) aufweisen. Ein negativer Wert der Lichtgeschwindigkeit ist jedoch nicht sinnvoll definiert.
Alternative Definitionen des Brechungsindex, bei denen dieses Problem nicht auftritt, sind:
- Über das Fermatsche Prinzip, nach welchem das Licht zwischen zwei Punkten jenen Weg zurücklegt, für den es einen Extremwert (Minimum) der Zeit benötigt.
- Über das Huygenssche Prinzip, das besagt, dass jeder Punkt einer Wellenfront als Ausgangspunkt einer Kugelwelle angesehen werden kann und die Interferenz aller dieser Wellen die weiter propagierende Wellenfront ergibt.
- Über die Strahlenoptik. Nach dem erwähnten Snellius-Brechungsgesetz entspricht n dem Sinus-Verhältnis von Einfallswinkel und gebrochenem Winkel.

Alle diese Definitionen liefern für gewöhnliche optische Materialien denselben Wert.

## Brechungsindex der Luft und anderer Stoffe
| Material                                | Brechungs- index n |
| --------------------------------------- | ------------------ |
| Vakuum                                  | exakt 1            |
| Helium (Normbed.)                       | 1,000 034 911      |
| Luft (Normbed.)                         | 1,000 292          |
| Schwefelhexafluorid (Normbed.)          | 1,000 729          |
| Aerogel                                 | 1,007 … 1,24       |
| Eis                                     | 1,31               |
| Wasser (liqu.) 20 °C                    | 1,3330             |
| menschl. Augenlinse                     | 1,35 … 1,42        |
| Ethanol (liqu.)                         | 1,3614             |
| Flussspat (Calciumfluorid)              | 1,43               |
| menschliche Epidermis                   | 1,45               |
| Quarzglas                               | 1,46               |
| Glycerin (liqu.)                        | 1,473 99           |
| PMMA (Plexiglas)                        | 1,49               |
| Kronglas                                | 1,46 … 1,65        |
| Benzol (liqu.)                          | 1,5011             |
| Fensterglas                             | 1,52               |
| Mikroskopische Deckgläser               | 1,523              |
| Quarz                                   | 1,54               |
| Halit (Steinsalz)                       | 1,54               |
| Polystyrol (PS)                         | 1,58               |
| Polycarbonat (PC)                       | 1,585              |
| Epoxidharz                              | 1,55 … 1,63        |
| Flintglas                               | 1,56 … 1,93        |
| Schwefelkohlenstoff (CS2) (liqu.)       | 1,6319             |
| Kunststoffglas für Brillen              | bis 1,76           |
| Diiodmethan (liqu.)                     | 1,7425             |
| Rubin (Aluminiumoxid)                   | 1,76               |
| Mineralglas für Brillen (polarisierend) | bis 1,9 (1,5)      |
| Glas                                    | 1,45 … 2,14        |
| Bleikristall                            | bis 1,93           |
| Zirkon                                  | 1,92               |
| Diamant                                 | 2,42               |
| Titandioxid (Anatas)                    | 2,52               |
| Siliciumcarbid                          | 2,65 … 2,69        |
| Titandioxid (Rutil)                     | 3,10               |

### Größenordnungen

Brechungsindex von Wasser zwischen 3 nm und 300 m

Das Vakuum hat per Definition einen Brechungsindex von exakt 1. Dies stellt zum einen einen Referenzwert dar, zum anderen ergibt es sich aus der Ausbreitungsgeschwindigkeit von Licht im Vakuum, die genau der Vakuumlichtgeschwindigkeit entspricht.
In „normalen“ Stoffen gibt es bewegliche elektrische Ladungsträger (und bewegliche magnetische Dipole). Diese bewirken durch Kompensation des elektrischen (und des magnetischen) Feldes eine verlangsamte Ausbreitung des elektromagnetischen Feldes. Dies wird durch den Brechungsindex {\displaystyle \mathbf {n} } beschrieben. Dieses Kompensationsverhalten ist allerdings frequenzabhängig, da die Ladungsträger (und magnetischen Dipole) nur bis zu einer bestimmten Frequenz dem elektrischen Feld folgen können. So fangen Stoffe bei einem bestimmten Brechungsindex bei sehr kleinen Frequenzen an (Wasser z. B. bei {\displaystyle n\approx 9}) und reduzieren diesen Wert hin zu hohen Frequenzen. Jede Reduktion erfolgt in der Nähe einer Elektronenresonanz (oder Magnetdipolresonanz) des Stoffes und führt zu einer zunächst vergrößerten Brechzahl, die sich danach verkleinert und anschließend auf einem niedrigeren Niveau wieder einpegelt.
Im sichtbaren Bereich sind die Brechungsindizes transparenter bzw. schwach (bis mittelstark) absorbierender Materialien in der Regel größer als 1. Bei elektrisch leitfähigen und daher stark absorbierenden Materialien wie Metallen herrschen andere physikalische Bedingungen. Sichtbares Licht kann nur wenige Nanometer in solche Materialien eindringen. Aus der oben genannten Beziehung mit der Permittivität und Permeabilität ergibt sich daher zwar oft ein Realteil des Brechungsindexes zwischen 0 und 1, dies kann aber nicht in der gleichen Weise interpretiert werden wie bei transparenten Materialien (Bezug zur Lichtgeschwindigkeit), da der komplexe Brechungsindex in diesem Fall vom Imaginärteil dominiert wird.
Darüber hinaus gibt es für jeden Stoff jedoch Wellenlängenbereiche (z. B. unterhalb des sichtbaren Bereichs), bei denen der Realteil des Brechungsindexes kleiner als 1 ist (aber positiv bleibt). So ist für sehr kleine Wellenlängen (Röntgenstrahlung, Gammastrahlung) der Brechungsindex immer kleiner als 1 und nähert sich mit sinkender Wellenlänge der 1 von unten an. Daher hat sich beispielsweise im Röntgenbereich die Darstellung {\displaystyle n=1-\delta } etabliert, wobei typische Werte für {\displaystyle \delta } zwischen 10−9 und 10−5 liegen (stark abhängig von der Wellenlänge, abhängig von der Ordnungszahl und Dichte des Materials).

### Luft
Der Brechungsindex für sichtbares Licht von Luft beträgt auf Meeresniveau 1,00028 (trockene Luft bei Normatmosphäre). Er hängt von der Dichte und damit von der Temperatur der Luft ab sowie von der speziellen Zusammensetzung der Luft – insbesondere der Luftfeuchtigkeit. Da die Luftdichte nach oben – entsprechend den Gasgesetzen in einem Schwerefeld, siehe barometrische Höhenformel – exponentiell abnimmt, beträgt der Brechungsindex in 8 km Höhe nur mehr 1,00011. Durch diese astronomische Refraktion scheinen Sterne höher zu stehen, als das ohne Atmosphäre der Fall wäre. Im technischen Bereich wird manchmal zur Vereinfachung der Brechungsindex der Materialien auf den von Luft bezogen.

### Wellenlängenabhängigkeit

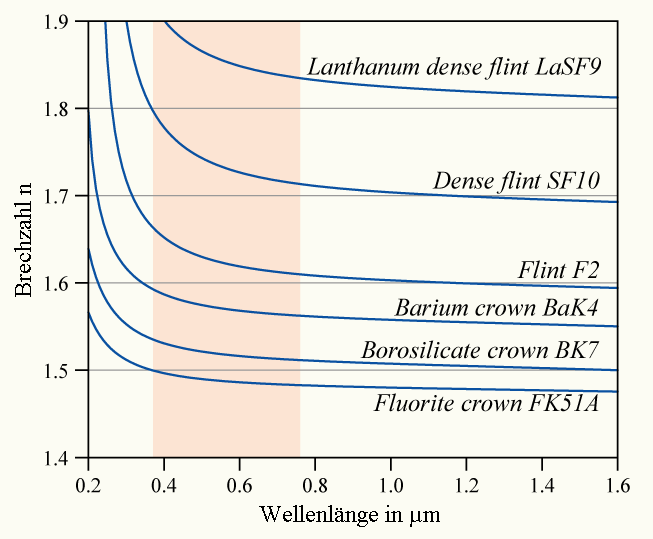
Brechungsindex ausgewählter Glassorten als Funktion der Wellenlänge. Der sichtbare Bereich von 380 bis 780 nm ist rot markiert.

Da der Brechungsindex jedes Materials von der Wellenlänge des einfallenden Lichts abhängt (was auch bei elektromagnetischer Strahlung außerhalb des sichtbaren Bereichs gilt), wäre es notwendig, diesen auch wellenlängenabhängig (tabellarisch oder als Funktion) anzugeben.  In der Abbildung sind als Beispiel Kurven des wellenlängenabhängigen Brechungsindex einiger Glassorten dargestellt. Sie zeigen den typischen Verlauf einer normalen Dispersion.
Die Stärke der Dispersion lässt sich im sichtbaren Spektralbereich in erster Näherung durch die Abbe-Zahl beschreiben, genauere Abschätzung ergeben sich durch Anwendung der Sellmeier-Gleichung.
Für viele einfache Anwendungen ist die volle Angabe des wellenlängenabhängigen Brechungsindex nicht notwendig. Stattdessen wird der Brechungsindex üblicherweise für die Wellenlänge der Natrium-D-Linie (589 nm) angegeben. In älteren Publikationen werden als Index statt des D auch α und β angegeben. Dabei handelt es sich um Linien des Wasserstoffspektrums, genauer der Balmer-Serie (α = 656 nm und β = 486 nm). Diese sind von historischem Interesse und werden heute kaum noch verwendet.

## Brechungsindex des Plasmas
Jede linear polarisierte Welle kann als Überlagerung zweier zirkularer Wellen mit entgegengesetztem Umlaufsinn interpretiert werden. Verläuft die Ausbreitungsrichtung parallel zu den Magnetfeldlinien, ergeben sich für die Brechzahlen n folgende Formeln:
{\displaystyle n_{\text{links}}={\sqrt {1-{\frac {f_{P}^{2}}{f(f+f_{B})}}}}}
{\displaystyle n_{\text{rechts}}={\sqrt {1-{\frac {f_{P}^{2}}{f(f-f_{B})}}}}}
Dabei ist {\displaystyle f} die Frequenz der Welle, {\displaystyle f_{P}} die Plasmafrequenz der freien Elektronen im Plasma und {\displaystyle f_{B}} die Gyrationsfrequenz dieser Elektronen. Der Unterschied beider Formeln verschwindet, falls der Wellenvektor mit der Richtung des Magnetfeldes einen rechten Winkel einschließt, weil dann {\displaystyle f_{B}=0} ist.

### Faraday-Effekt
Falls {\displaystyle n} positiv ist, lässt sich damit die Phasengeschwindigkeit der Welle
{\displaystyle v_{\text{phase}}={\frac {c}{n}}}
und damit wiederum die Wellenlänge
{\displaystyle \lambda ={\frac {c}{nf}}}
berechnen. Man kann sich eine linear polarisierte Welle zusammengesetzt aus einer rechts- und einer linksdrehenden zirkular polarisierten Welle vorstellen. Wenn sich die rechts- bzw. linksdrehenden zirkularen Wellen in ihren Wellenlängen unterscheiden, ist eine davon nach einer gewissen Weglänge um einen kleinen Winkel weiter gedreht als die andere. Der resultierende Vektor (und damit die Polarisationsebene) als Summe der beiden Komponenten wird dann gedreht (Faraday-Rotation). Das kann zum Beispiel beim Durchlaufen eines im Magnetfeld befindlichen Plasmas wie der Ionosphäre passieren.
Nach einer längeren Strecke kann die Gesamtdrehung sehr groß sein und ändert sich wegen der Bewegung der Ionosphäre ständig. Ein Funksignal in vertikaler Polarisation kann den Empfänger in unregelmäßigen Zeitabständen auch horizontal polarisiert erreichen. Falls die Empfangsantenne darauf nicht reagiert, ändert sich die Signalstärke sehr drastisch, was als Fading bezeichnet wird.
Auch fast alle Dielektrika zeigen den Faradayeffekt, er wird hier insbesondere im optischen Frequenzbereich beobachtet und genutzt.
Beim Funkverkehr mit Satelliten unterscheiden sich {\displaystyle n_{\text{links}}} und {\displaystyle n_{\text{rechts}}} wegen der hier oft benutzten höheren Frequenzen (Zentimeterwellen) nur geringfügig, entsprechend geringer ist auch die Faradayrotation. Ansonsten behilft man sich mit Zirkularpolarisation oder zumindest mit einer Empfangsantenne, die zirkular polarisierte Wellen empfangen kann.

### Polarisationsabhängige Absorption
Die ungebundenen freien Elektronen der Ionosphäre können sich schraubenförmig um die Magnetfeldlinien bewegen und entziehen dabei einer parallel laufenden elektromagnetischen Welle Energie, wenn Frequenz und Drehrichtung übereinstimmen. Diese Zyklotronresonanz kann nur bei einer rechtsdrehend zirkularpolarisierten (außerordentlichen) Welle beobachtet werden, weil für {\displaystyle f=f_{B}} der Nenner in obiger Formel Null wird. Eine linksdrehende zirkularpolarisierte (ordentliche) Welle kann im Plasma auf diese Weise keine Energie verlieren.
Die Feldlinien des Erdmagnetfeldes sind so orientiert, dass sie auf der nördlichen Halbkugel von der Ionosphäre zur Erde zeigen, man „blickt“ ihnen gewissermaßen entgegen, weshalb rechts und links vertauscht werden müssen. Deshalb wird hier eine nach oben abgestrahlte linksdrehende Welle absorbiert. Das Forschungsprojekt HAARP untersuchte diese Zusammenhänge.
Strahlt man dagegen (auf der nördlichen Halbkugel) eine Welle im unteren Kurzwellenbereich mit rechtem Drehsinn vertikal nach oben ab, verliert diese in der Ionosphäre keine Energie durch Zyklotronresonanz und wird in einigen hundert Kilometern Höhe von der Ionosphäre reflektiert, falls die Plasmafrequenz nicht überschritten wird. Strahlt man eine linear polarisierte Welle nach oben ab, heizt die Hälfte der Sendeenergie die Ionosphäre und nur der Rest kommt linksdrehend zirkularpolarisiert wieder unten an, weil sich bei Reflexion der Drehsinn ändert.
Beim Funkverkehr mit Satelliten liegen die Frequenzen weit oberhalb der Plasmafrequenz der Ionosphäre, um vergleichbar gravierende Phänomene zu vermeiden.

## Messung im optischen Bereich
Der Brechungsindex {\displaystyle n_{\text{med}}} eines nicht magnetischen Mediums ({\displaystyle \mu _{\mathrm {r} }\ =1}) lässt sich durch Messung des Brewster-Winkels beim Übergang von Luft in dieses Medium experimentell bestimmen. Für diesen Fall gilt
{\displaystyle \tan(\alpha _{\text{Brewster}})={\frac {n_{\text{med}}}{n_{\text{Luft}}}}\approx n_{\text{med}}}.
Zur Messung dient ein Refraktometer.
Eine Abschätzung des Brechungsindexes ist mit der sogenannten Immersionsmethode durch das Eintauchen eines Gegenstands in durchsichtige Flüssigkeiten mit verschiedener Dichte möglich. Wenn der Brechungsindex von Gegenstand und Flüssigkeit identisch sind und beide farblos transparent sind, verschwinden die Gegenstände scheinbar. Bei unterschiedlichen Farben verschwinden zumindest die Konturen des Gegenstands. Dieses Verfahren kann zum Beispiel eingesetzt werden, um Rubin oder Saphir zu erkennen (Brechungsindex ca. 1,76), indem sie in eine geeignete Schwerflüssigkeit eingetaucht werden, beispielsweise in Diiodmethan (Brechungsindex = 1,74).

## Anwendung
Der Brechungsindex ist eine der zentralen Bestimmungsgrößen für optische Linsen. Die Kunst der Optikrechnung zur Auslegung optischer Instrumente (Objektive, Messinstrumente, Belichtungsanlagen der Fotolithografie) beruht auf der Kombination verschiedener brechender Linsenoberflächen mit passenden Glassorten.
In der Chemie und Pharmazie wird der Brechungsindex bei einer bestimmten Temperatur oft eingesetzt, um flüssige Substanzen zu charakterisieren. Die Temperatur und die Wellenlänge, bei der der Brechungsindex bestimmt wurde, werden dabei dem Symbol für den Brechungsindex angefügt, für 20 °C und die Natrium-D-Linie z. B. {\displaystyle n_{D}^{20}}.
Die Bestimmung des Brechungsindex erlaubt eine einfache Bestimmung des Gehaltes einer bestimmten Substanz in einem Lösungsmittel:
- Zucker in Wein, siehe Grad Brix und Grad Oechsle
- Harz in Lösungsmittel
- Gefrierschutzmittel (meist Ethylenglycol) im Kühlwasser von Verbrennungsmotoren oder thermischen Solaranlagen

## Zusammenhang mit dem atomaren Aufbau

### Bei kristallinen Materialien
Der Brechungsindex eines kristallinen Materials hängt direkt von seinem atomaren Aufbau ab, da sich der Grad der Kristallinität und das Kristallgitter eines Festkörpers auf seine Bandstruktur auswirken. Im sichtbaren Spektrum zeigt sich dies beispielsweise bei der Verschiebung der Bandlücke.
Durch einen anisotropen Kristallaufbau können zusätzlich Effekte wie die Doppelbrechung entstehen, bei der das Material für unterschiedlich polarisiertes Licht abweichende Brechungsindizes besitzt. In diesem Fall ist die Indikatrix ein dreiachsiges Ellipsoid (Indexellipsoid), und es ergeben sich die Hauptbrechungsindizes {\displaystyle n_{\alpha }}, {\displaystyle n_{\beta }} und {\displaystyle n_{\gamma }} (auch als n1, n2 und n3 bezeichnet), deren Indizierung stets so vorgenommen wird, dass gilt: {\displaystyle n_{\alpha }<n_{\beta }<n_{\gamma }}.
In den wirteligen Kristallsystemen (trigonal, tetragonal und hexagonal) fällt die Hauptachse des Tensors, die auch als optische Achse bezeichnet wird, mit der kristallographischen c-Achse zusammen. Bei diesen optisch einachsigen Materialien
- entspricht {\displaystyle n_{\alpha }=n_{\beta }} dem Brechungsindex des ordentlichen Strahls (engl. ordinary ray) und wird meist mit no, nor, n? oder {\displaystyle n_{\perp }} bezeichnet.
- Analog entspricht {\displaystyle n_{\gamma }} ({\displaystyle \neq n_{\alpha }}) dem Brechungsindex für den außerordentlichen Strahl (engl. extraordinary ray) und wird als nao, ne, ne oder {\displaystyle n_{\parallel }} bezeichnet.

Siehe auch Konstruktion des Indexellipsoids und des Fresnel-Ellipsoids.

### Bei teilkristallinen und amorphen Materialien

Beziehung zwischen Brechungsindex und Dichte für Silikat- und Borosilikatgläser

Bei teilkristallinen oder amorphen Materialien hat der atomare Aufbau ebenfalls deutlichen Einfluss auf den Brechungsindex. So erhöht sich in der Regel der Brechungsindex von Silikat-, Bleisilikat- und Borosilikatgläsern mit ihrer Dichte.
Trotz dieses allgemeinen Trends ist die Beziehung zwischen Brechungsindex und Dichte nicht immer linear, und es treten Ausnahmen auf, wie im Diagramm dargestellt:
- einen relativ großen Brechungsindex und eine kleine Dichte kann man mit Gläsern erhalten, die leichte Metalloxide wie Li2O oder MgO enthalten
- das Gegenteil wird mit PbO- und BaO-haltigen Gläsern erreicht.

## Negative Brechungsindizes

### Geschichte
1968 beschrieb der sowjetische Physiker Wiktor Wesselago das seltsame Verhalten von Materialien mit negativem Brechungsindex: „Würde die Herstellung gelingen, könnte man damit Linsen fertigen, deren Auflösungsvermögen weit besser wäre als das von Linsen aus gewöhnlichen optischen Werkstoffen“.
1999 schlug Sir John Pendry ein Design für Metamaterialien mit negativem Brechungsindex für Mikrowellen vor, das kurz darauf realisiert wurde.
2003 hat eine Gruppe um Yong Zhang in Colorado entdeckt, dass Kristalle aus Yttrium-Vanadat (YVO4), einer Verbindung von Yttrium, Vanadium und Sauerstoff, auch ohne Weiterverarbeitung einen negativen Brechungsindex für Lichtwellen eines großen Frequenzbereichs aufweisen. Der Kristall besteht aus zwei ineinandergeschachtelten Kristallgittern mit symmetrischen optischen Achsen. Die negative Lichtbrechung tritt aber nur in einem gewissen Winkelbereich des Einfallswinkels auf. In künftigen Experimenten wollen die Forscher weitere vermutete Eigenschaften der negativen Brechung prüfen – wie etwa die Umkehrung des Dopplereffekts und der Tscherenkow-Strahlung.
2007 stellten Vladimir Shalaev und seine Kollegen von der Purdue-Universität ein Metamaterial mit negativem Brechungsindex für Strahlung im nahen Infrarotbereich vor.
2007 ist es Physikern um Ulf Leonhardt von der Universität St Andrews unter Verwendung von Metamaterial mit negativem Brechungsindex („linkshändiges Material“) gelungen, den sogenannten Casimir-Effekt umzukehren (reverser Casimir-Effekt, auch Quanten-Levitation genannt). Dies eröffnet die Zukunftsperspektive auf eine (nahezu) reibungslose Nanotechnologie.

### Nicht durch Beugung begrenzte Linsen
Im Jahr 2000 zeigte John Pendry, dass mit einem Material mit negativem Brechungsindex eine Linse hergestellt werden kann, deren Auflösung nicht durch das Beugungslimit begrenzt ist. Eine einschränkende Bedingung ist dabei, dass sich die Linse im Nahfeld des Objekts befinden muss, damit die evaneszente Welle noch nicht zu stark abgeklungen ist. Für sichtbares Licht bedeutet das einen Abstand von etwa < 1 µm. Einige Jahre später gelang es Forschern um Xiang Zhang an der Universität Berkeley, ein Mikroskop mit einer Auflösung von einem Sechstel der Wellenlänge des verwendeten Lichts zu bauen.